# Ministerio del Aire (Reino Unido)
El Ministerio del Aire (en inglés: Air Ministry) fue el departamento ministerial del Reino Unido encargado de la aviación civil y militar entre 1918 y 1964, cuando fue sustituido por el actual Ministerio de Defensa.

## Historia
El Ministerio del Aire fue creado oficialmente el 2 de enero de 1918, durante la Primera Guerra Mundial. Originalmente tuvo su primera sede en el Hotel Cecil del Strand. Posteriormente, en 1919 se trasladó a la Adastral House de Kingsway.
Harold Harmsworth fue nombrado primer ministro del Aire. El 3 de enero de 1918 se constituyó un "Consejo del Aire", encargado de llevar las riendas del Ministerio. Hasta entonces las responsabilidades en el diseño de aviones habían estado en manos del Ministerio de Municiones.
En la década de 1930, el Ministerio del Aire encargó un estudio científico sobre la propagación de la energía electromagnética que concluyó que un Rayo de la muerte no era posible pero sí parecía factible para la detección de aeronaves. Robert Watson-Watt construyó un prototipo que tuvo éxito y patentó el dispositivo en 1935. El dispositivo sirvió como base para la Cadena de redes de radar que jugaron un importante papel en la defensa de Gran Bretaña durante la Segunda Guerra Mundial. Para abril de 1944 la rama de espionaje del Ministerio había cosechado numerosos éxitos en sus operaciones de inteligencia, como por ejemplo el raid de Bruneval, el Window, el Radar, la producción de agua pesada y los cazas nocturnos alemanes. Otros esfuerzos de la inteligencia británica se centraron en las investigaciones de los cohetes alemanes V-1 y V-2.
En 1964 el Ministerio del Aire, el Almirantazgo y el War Office fueron fusionados para crear el nuevo Ministerio de Defensa.

## Funciones

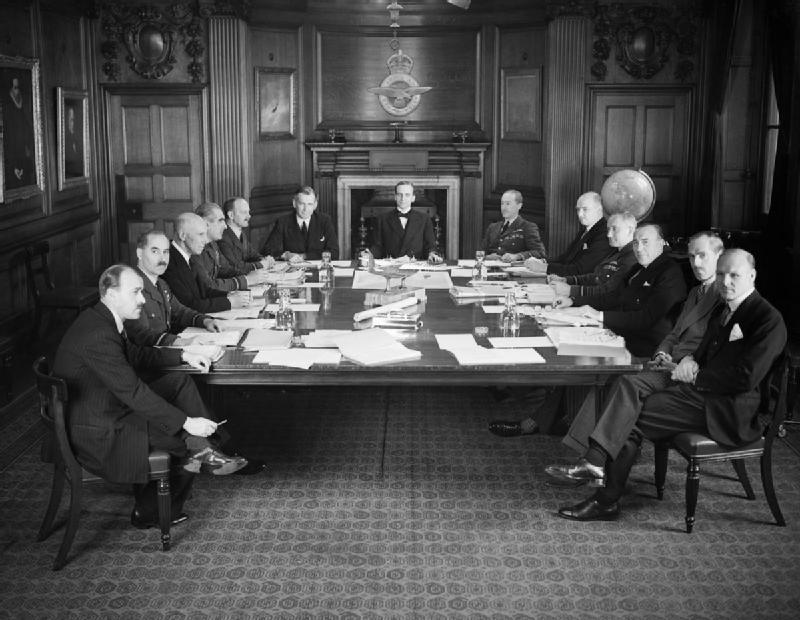
Reunión del Consejo del Aire durante la Segunda Guerra Mundial.

El Ministerio del Aire emitía las especificaciones para que las compañías británicas de construcción de aeronaves pudieran desarrollar sus prototipos. Posteriormente, estos eran evaluados y en caso de ser encargada su construcción por el Ministerio, a continuación asignaba el nombre del avión. 
En los años posteriores la producción real de aviones pasó a ser responsabilidad del Ministerio de Producción de aviones (1940–1946), Ministerio de Suministros (1946–1959), el Ministerio de Aviación (1959–1967) y finalmente el Ministerio de Tecnología (1967–1970).